# قصر (بربر)

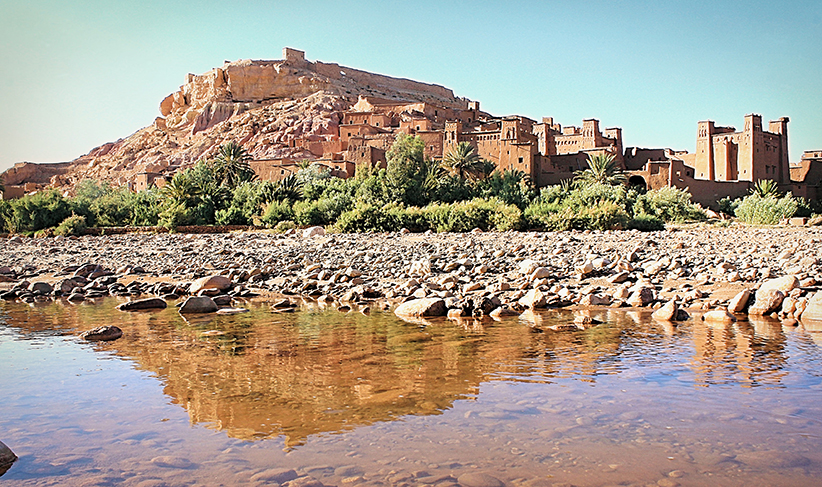
قصر (بربر)

قصر اصطلاحی در آفریقای شمالی برای اشاره به «قلعهٔ بربر» است که احتمالاً از واژهٔ لاتین کاستروم وام گرفته شده‌است. این اصطلاح به‌طور کلی به روستای محصور بربر اشاره دارد.